# Aleja akacjowa w Dukli
Aleja akacjowa w Dukli – aleja robinii akacjowej znajdująca się przy drodze krajowej nr 19 na terenie miejscowości Dukla i Zboiska.
Aleję ze względu na jej wartości historyczne, krajobrazowe i przestrzenne w 2013 wpisano do rejestru zabytków. Aleja wraz z pałacem i parkiem stanowi unikatowe w skali kraju założenie. Na terenie Podkarpacia to jedyna tak długa aleja robinii akacjowej.

## Historia
Aleja powstała w pierwszej połowie XIX w. W tym okresie Dukla była miastem prywatnym. Pałac w Dukli był jednym z ważniejszych w ówczesnej Polsce ośrodków kulturalnych. W XVIII w. dla podkreślenia rangi rezydencji umieszczano w pewnej odległości od niej obiekty funkcjonalno-architektoniczne stanowiące motywy krajobrazowe połączone promieniście z centrum za pomocą dróg ujętych w szpalery drzew. Taka tendencja architektoniczna została zrealizowana w Dukli. Potwierdza to mapa katastralna z połowy XIX w. z oznaczonymi szpalerami drzew przy drogach dojazdowych do Dukli wychodzących w trzy strony świata; na południe w kierunku Przełęczy Dukielskiej, na zachód w stronę Nowego Żmigrodu i na północ do Krosna. Mapa Miega z końca XVIII informuje, że przebieg drogi na odcinku alei nie zmienił się od tamtego okresu do obecnych czasów.

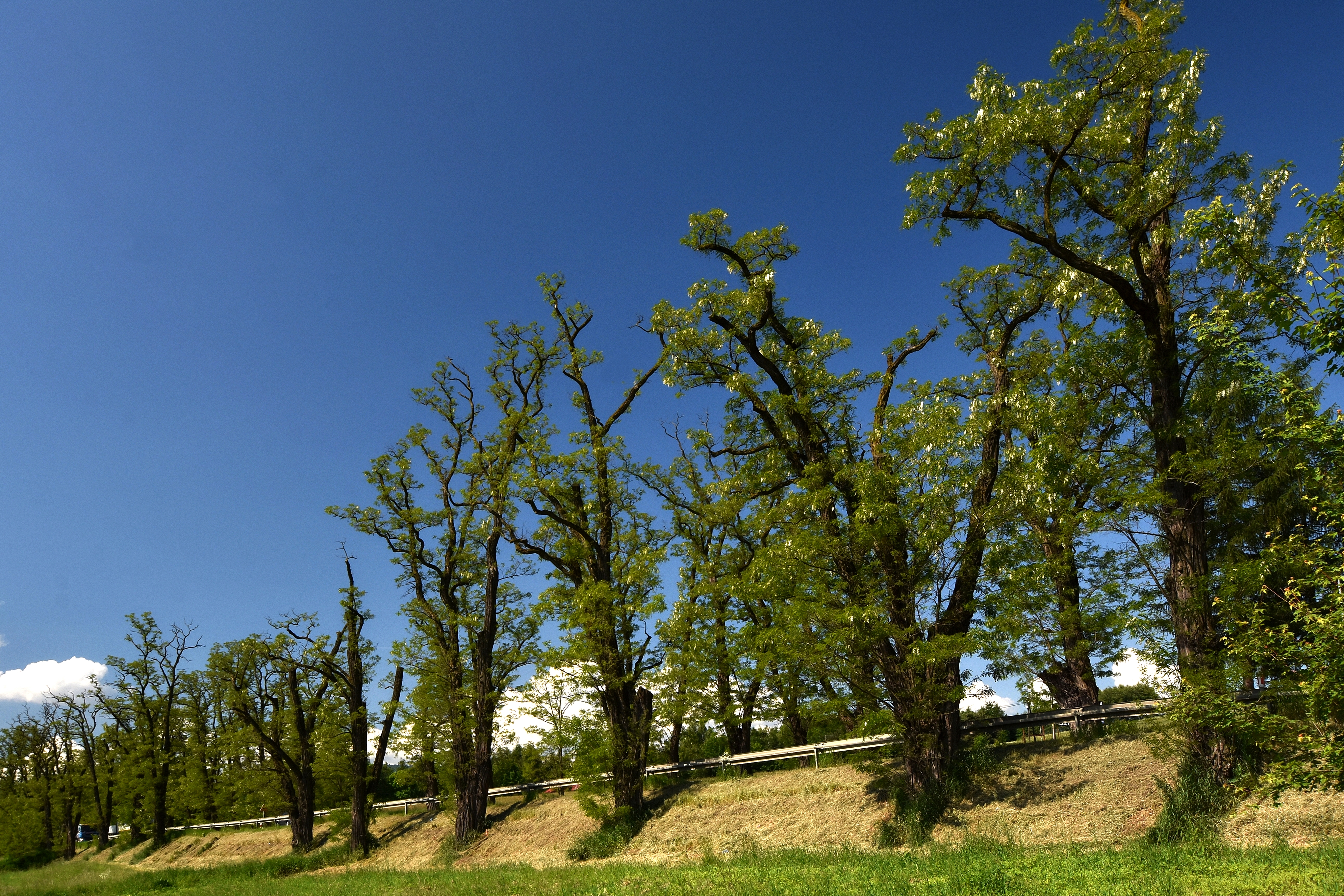
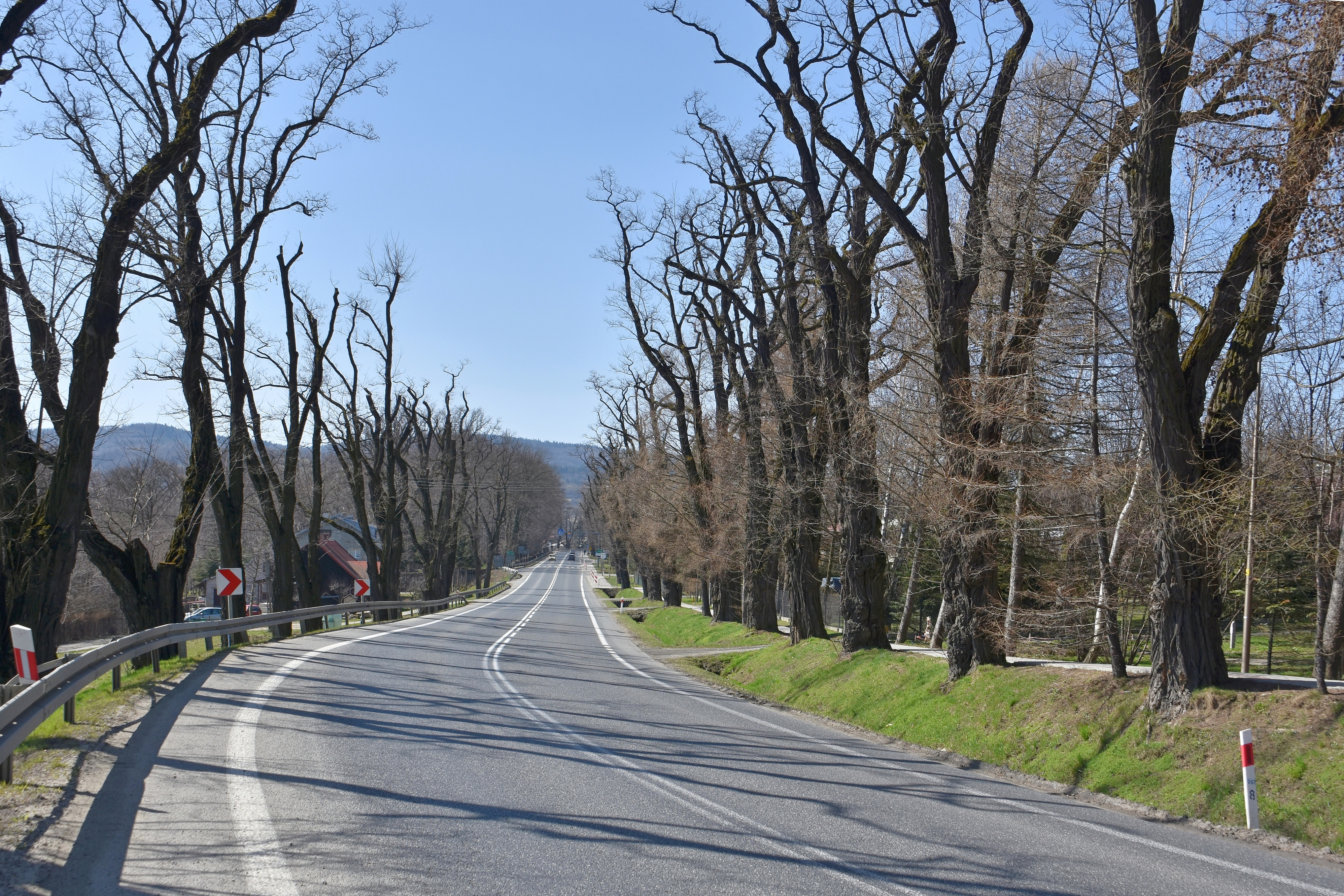
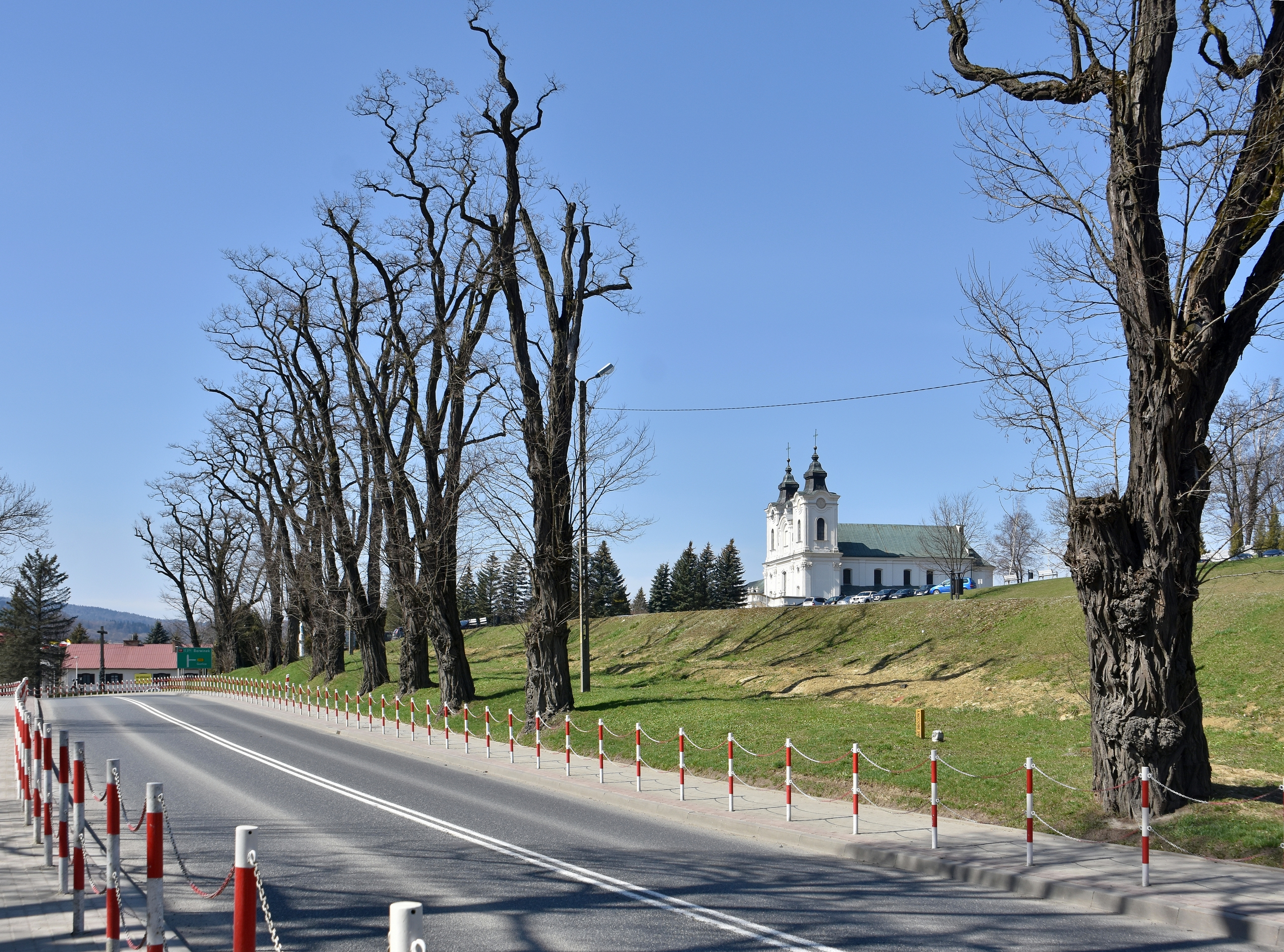

## Opis
Aleja składa się z dwóch szpalerów ograniczających pobocza drogi krajowej nr 19 prowadzącej z Dukli w kierunku północnym. Rozciąga się na długości około 1280 m. Początek bierze na wysokości parku otaczającego pałac, a kończy w okolicy dawnej przeprawy przez rzekę Jasiołkę w miejscowości Zboiska. Szpalery składają się z drzew wyłącznie jednego gatunku: robinii akacjowej, rozstawionych w odległości przeciętnie 8 m. Poszczególne drzewa mają wysokość około 19–22 m i zasięg korony około 8–10 m. Szpalery oddalone są względem siebie o około 15 m. Są lekko nachylone ku osi drogi, tworząc w ten sposób wnętrze krajobrazowe porównywalne w kontekście architektury do korytarza. Według inwentaryzacji z 2011 aleja liczyła 247 drzew, a nasadzenia określono na około 100 lat.